# Zsujta

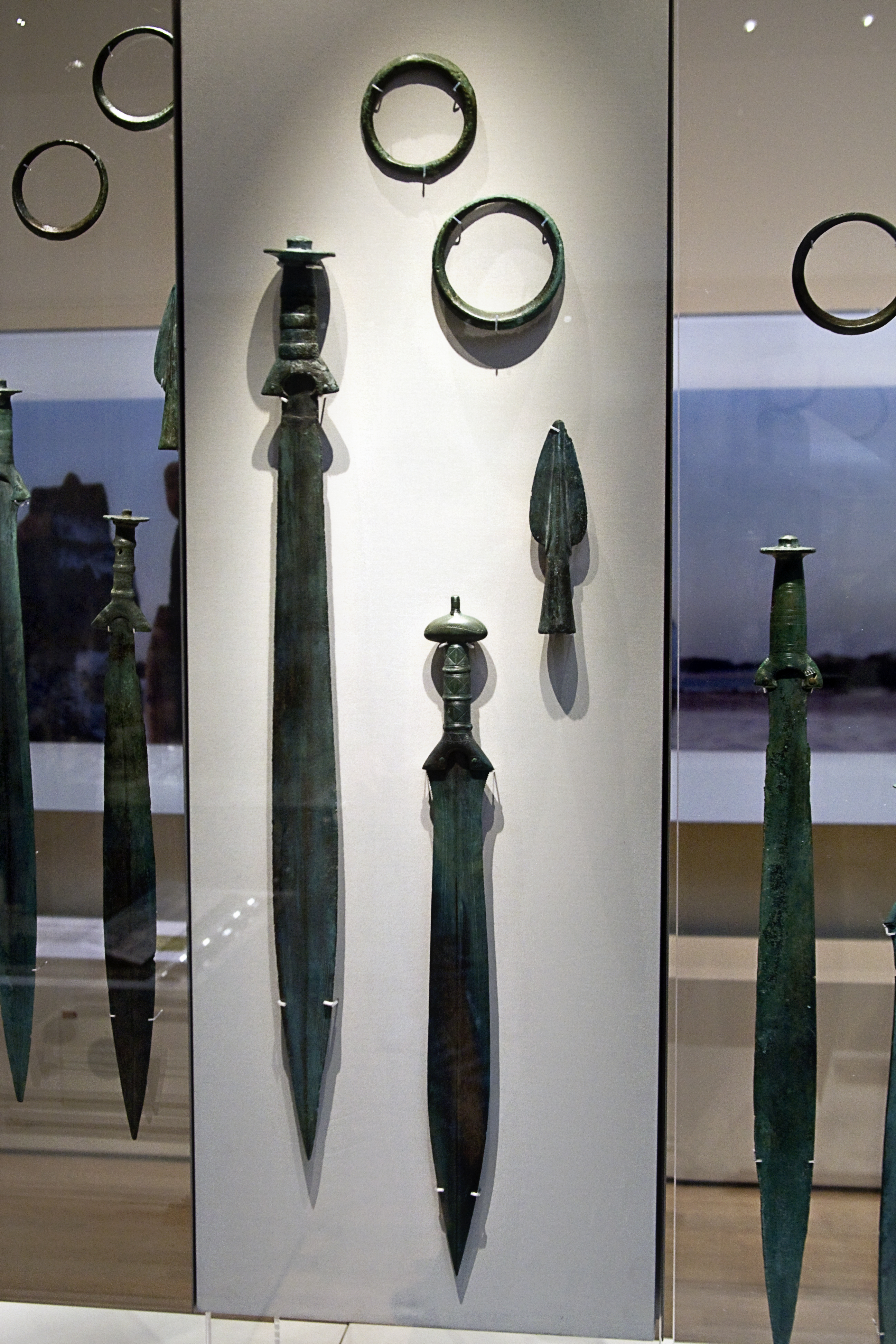
A bronzkori lelet egyik része a British Museumban

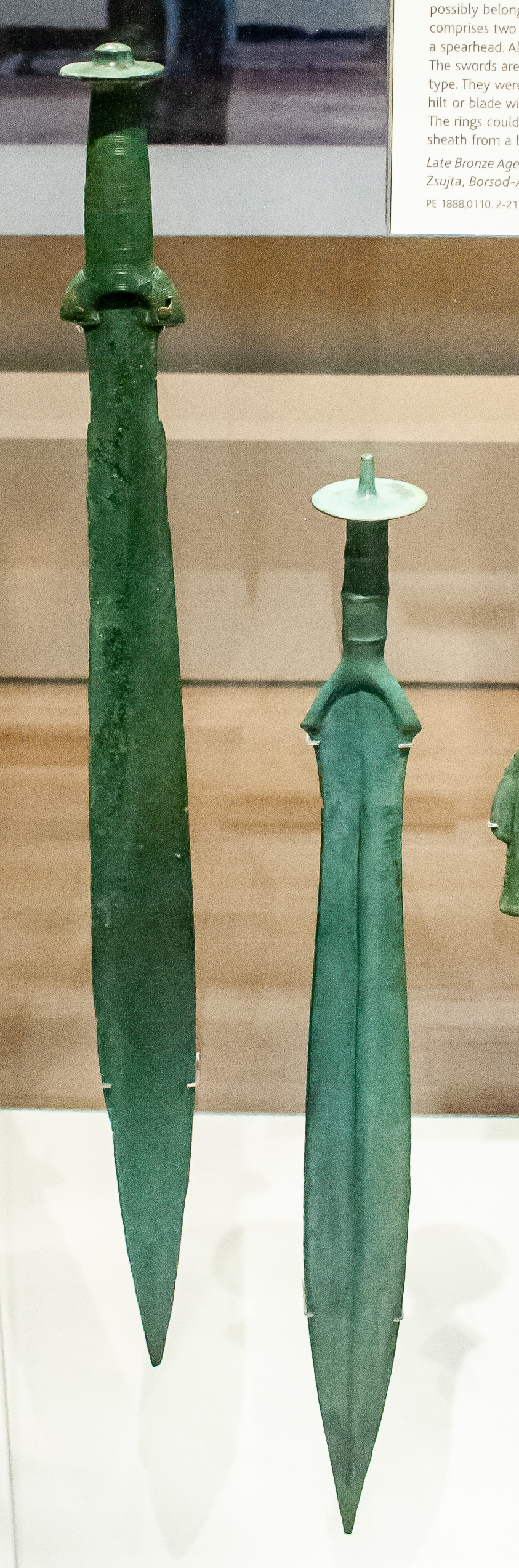
A bronzkori lelet további részlete a British Museumban

Zsujta község Borsod-Abaúj-Zemplén vármegye Gönci járásában.

## Fekvése
A Hernád völgyében, a szlovák határ közelében található.Gönctöl északra található,Abaújvártól délnyugatra fekszik.
Szomszédos települések: Abaújvár, Gönc, Hidasnémeti, Tornyosnémeti.

### Megközelítése
Csak közúton érhető el, Gönc vagy Abaújvár érintésével, a 3709-es úton.
Déli határszéle közelében halad el a Szerencs–Hidasnémeti-vasútvonal, melynek Zsujta megállóhelye e település nevét viseli (bár valójában Gönc határai között helyezkedik el). A megálló a község központjától mintegy 1,2-2 kilométerre délre található, közvetlenül a 3709-es út vasúti keresztezése mellett, annak délkeleti oldalán, közúti elérését az az út biztosítja.

## Története
Zsujta és környéke ősidők óta lakott hely volt, amit az 1800-as években határában talált gazdag, és értékes bronzkori leletanyag is bizonyít.
Zsujta Árpád-kori település. Nevét a Váradi regestrum oklevele említette 1219-ben Sucta néven.
Nevét 1295-ben Sugta, Sugtha, a 14. század elején pedig Sugkta formában írták.
1219-ben Zsujtai Reynold gönci embereket vádolt - a Váradi Regestrum oklevele szerint - fia megöléséért.
A 14. század elején János gönci várnagy falujának írták, és ekkor Bárcai Edus szerviense, Copoz lerombolta egy fennmaradt oklevél szerint.
1295-1296-ban a három Németi nevű település határosa volt.
Zsujta egykori birtokosai a Karsa, Puky, Szécsy, majd a Vendéghy családok voltak.
A 20. század elején Abaúj-Torna vármegye Füzéri járásához tartozott.
Az 1910-es népszámláláskor 479 lakosa volt, ebből 471 magyar, 5 szlovák volt, melyből 236 római katolikus, 173 református, 52 izraelita volt.

## Közélete

### Polgármesterei
- 1990–1994: Tóth Csaba (független)[3]
- 1994–1998: Tóth Csaba (független)[4]
- 1998–2002: Tóth Csaba (független)[5]
- 2002–2006: Erdődi József (független)[6]
- 2006–2010: Erdődi József (független)[7]
- 2010–2014: Koncsol József Sándor (független)[8]
- 2014–2019: Koncsol József Sándor (független)[9]
- 2019–2024: Koncsol József Sándor (független)[10]
- 2024– : Koncsol József Sándor (független)[1]

## Népesség
A település népességének változása:
| Lakosok száma | 162  | 154  | 152  | 158  | 215  | 221  | 245  |
|               | 2013 | 2014 | 2015 | 2021 | 2022 | 2023 | 2024 |

2001-ben a település lakosságának 89%-a magyar, 11%-a cigány nemzetiségűnek vallotta magát.
A 2011-es népszámlálás során a lakosok 89,8%-a magyarnak, 0,6% bolgárnak, 13,3% cigánynak, 0,6% németnek, 3% szlováknak mondta magát (8,4% nem nyilatkozott; a kettős identitások miatt a végösszeg nagyobb lehet 100%-nál). A vallási megoszlás a következő volt: római katolikus 41%, református 45,8%, görögkatolikus 1,2%, felekezeten kívüli 1,2% (10,8% nem válaszolt).
2022-ben a lakosság 94,4%-a vallotta magát magyarnak, 16,7% cigánynak, 2,3% szlováknak, 0,5% németnek, 0,9% egyéb, nem hazai nemzetiségűnek (4,2% nem nyilatkozott; a kettős identitások miatt a végösszeg nagyobb lehet 100%-nál). Vallásuk szerint 44,7% volt római katolikus, 38,1% református, 2,8% görög katolikus, 0,5% egyéb keresztény, 3,3% felekezeten kívüli (9,8% nem válaszolt).

## Nevezetességei
- Gótikus református templom a 12. századból
- Romantikus kúria
- forspont megálló/fogadó

## Híres zsujtaiak
- Karsa Ferenc honvédhadnagy, Görgei parancsőrtisztje és testvére Karsa András hadnagy, zeneszerző. A Karsa család másik három fia - György, Árpád, János - szintén részt vett a szabadságharcban.